# 富吉拉笛
富吉拉笛（斯洛伐克語發音：[ˈfujara]）是一种具有独特设计的牧羊人泛音吹孔长笛，起源于中斯洛伐克。严格意义上说，它是一种低音三孔管。

## 设计

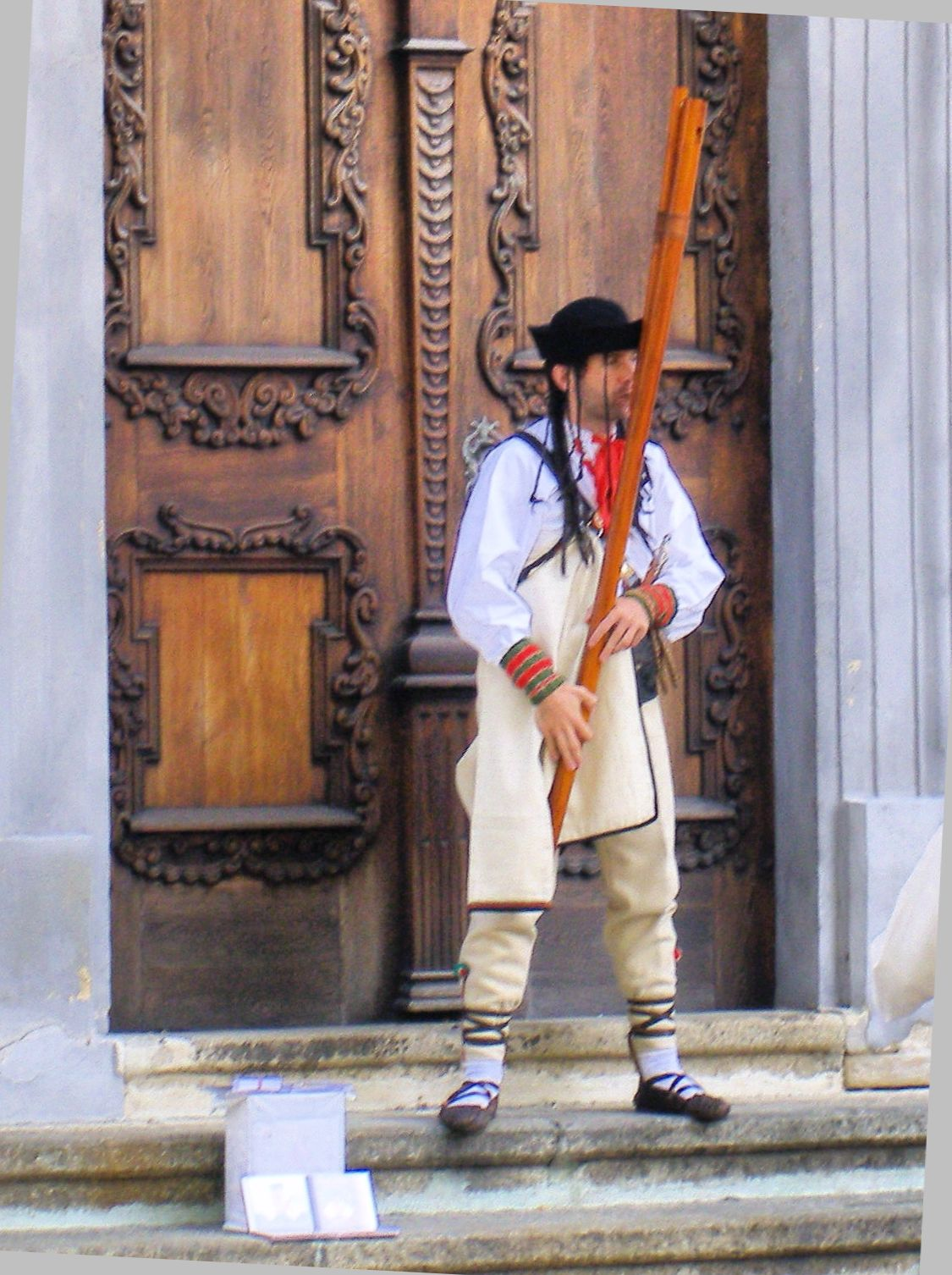
一名富吉拉笛演奏者.

富吉拉笛的长度介于160至220厘米之间，它能产生A、G以及F三种音调。在富吉拉笛笛身的尾部有三个气孔（也被称作指孔）。在笛身头部末端有一个吹孔负责产生声音：空气穿过吹孔后会经过一段安装在笛身上的平行管（斯洛伐克语中称之为vzduchovod，意为“气道”）。尽管可以在富吉拉笛上演奏基本频率，但是演奏者通常会选择超吹。由于富吉拉笛的声腔具有高长宽比（较大的长度与较小的内径），演奏者可以使用它的三个气孔演奏由泛音组成的自然音阶。通常情况下，演奏者在演奏富吉拉笛时处于站立姿态，并以垂直形态将富吉拉笛下端顶于右侧大腿，上端握于手中。
富吉拉笛的独特设计使其具有深沉的音色。传统上，在混合利底亚调式中通常会为基旋律添加装饰音。有两种常见的装饰音：prefuk与rozfuk。prefuk指的是单音调的迅速超吹，其名称来源于斯洛伐克語：，意为超吹；rozfuk指的是一组下降的泛音，其名称来源于斯洛伐克語：，意为间歇地吹奏。
大多数情况下，富吉拉笛是一种独奏乐器，但是也有由二至三把富吉拉笛组成的重奏组合。

## 角色与地位
富吉拉笛本是为牧羊人的娱乐而设计的。时至今日，其已登上斯洛伐克城镇Východná与Detva当地节日庆祝的舞台。同时，世界各地的人们也已经开始演奏该乐器，尤其是来自西欧和北美洲的长笛爱好者。不过除此以外，富吉拉笛目前还没有受到斯洛伐克以外国家的人们的认可与喜爱。
富吉拉笛于2005年被收录于联合国教科文组织的人类口述和非物质遗产代表作名录中。，并与2008年被收录于非物质文化遗产名录和优秀保护实践名册中。

## 延伸阅读
- Eischek, Oskár. . Bratislava: Hudobné centrum. 2006. ISBN 978-80-88884-91-0.
- Garnett, Rod. . Laramie, Wyoming: University of Wyoming. 2004: 8–10. OCLC 55993856.
- Rychlik, Bohuslav (Bob); American Musical Instrument Society. . Benjamin Botkin Folklife Lecture Series. Thomas Jefferson Building: American Folklife Center. May 27, 2010  [2021-11-14]. （原始内容存档于2021-11-14）.
- Malatinec, Roman; Danihel, Igor; Elschek, Oskár; Garaj, Bernard; Dauko, Miroslav Ruttkay.  (PDF). Bratislava: Pro Musica. 2004  [2021-11-14]. （原始内容 (PDF)存档于2018-08-20）.